# Kara-Kul (Tagikistan)
Il lago Kara-Kul o Karakul (in tagico Қарокӯл?; in kirghiso Кара-Көл?; lett. "lago nero") è un lago del Tagikistan situato nel distretto di Murghob della Regione Autonoma di Gorno-Badachšan.
È un lago endoreico che si trova nella parte settentrionale del Pamir, a sud della catena Trans-Alai, a un'altezza di 3914 m. Le sue dimensioni sono di 33 km per 23, con una superficie di 380 km².
Una penisola e un'isola quasi lo dividono in due parti: la parte orientale, la minore, ha una profondità massima di 19 m, mentre quella occidentale arriva a 238 m. Il lago ha diversi affluenti (i principali sono: il Kara-Džilga, il Karaart e il Muzkol), ma nessun effluente. Sull'isola nidificano colonie di gabbiano testabruna e Sterna hirundo tibetana.

## Cratere di impatto

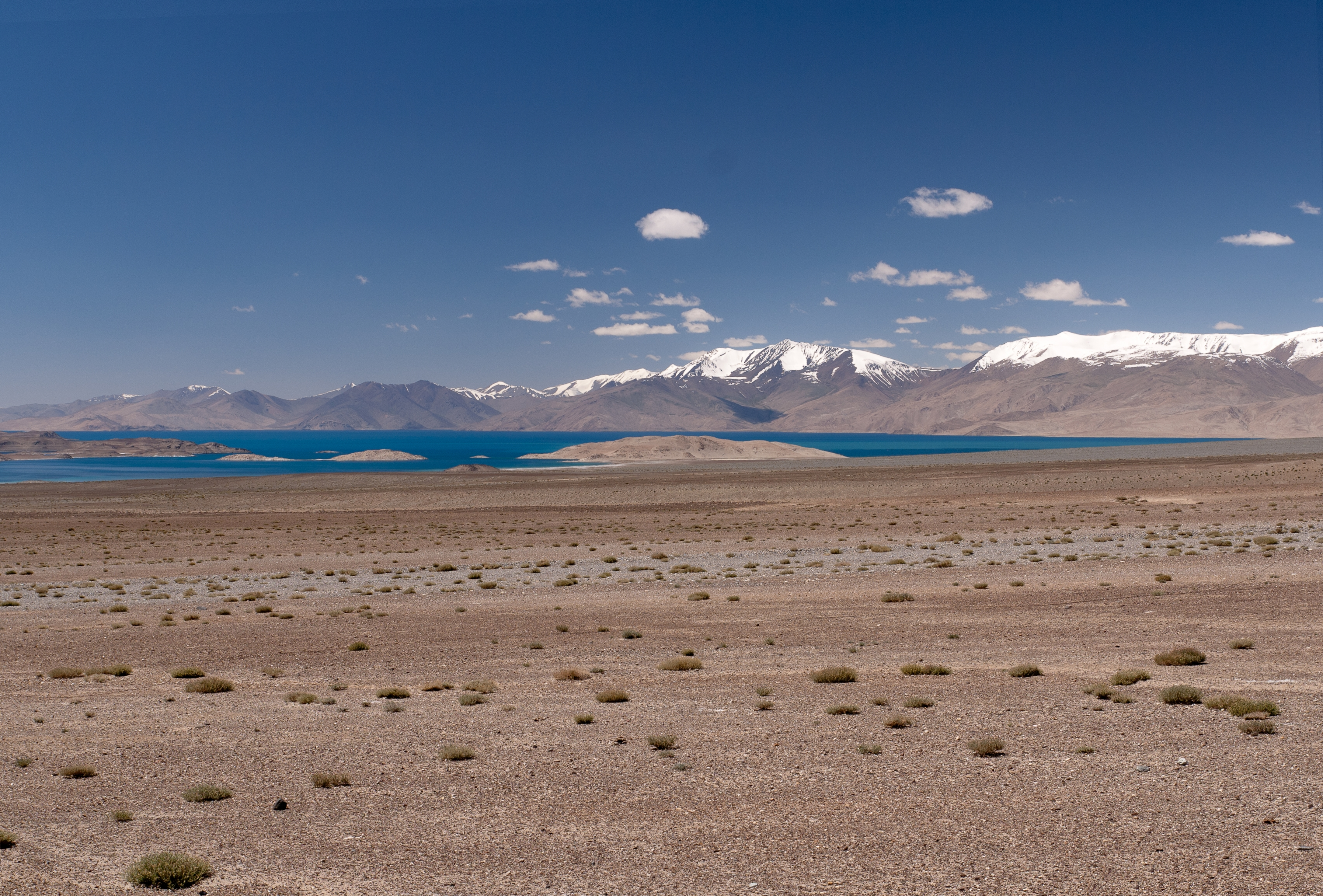
Il lago Karakul visto dalla strada del Pamir

Il Kara-kul si trova all'interno di una depressione circolare che è stata interpretata come un cratere di impatto con un diametro di 52 km. La struttura di impatto fu identificata per la prima volta nel 1987 attraverso lo studio di immagini prese dallo spazio.
Inizialmente la sua età fu stimata in 25 milioni di anni, o poco meno di 23 milioni. Altri studiosi lo ritennero risalire al Pliocene, quindi a un periodo di tempo più recente compreso tra 5,3 e 2,6 milioni di anni.  
Anche l'Earth Impact Database (EID) lo fa risalire a meno di 5 milioni di anni fa.
Ha dimensioni maggiori di quelle del cratere di impatto di Eltanin, risalente a 2,5 milioni di anni fa, che è già stato ritenuto aver dato un forte contributo al periodo di raffreddamento che portò alla formazione di una cappa di ghiaccio nell'emisfero settentrionale verso la fine del Pliocene.